# 따이족 (베트남)
따이족(베트남어: Người Tày / 𠊛齊)은 북베트남에 살며 중앙 타이계 언어(따이어)를 말하는 민족 집단이다. 토(Thổ), 또(T'o), 따이 토(Tai Tho), 응안(Ngan), 펜(Phen), 투 라오(Thu Lao), 빠디(Pa Di) 등으로도 불린다. 베트남 내에 따이족은 180만 정도가 살고 있는데, 이것은 다수 민족인 킨족에 이어 두 번째로 많은 숫자이다. 대부분 베트남 북부의 까오방 성, 박깐 성, 타이응우옌 성, 꽝닌 성 등에 분포하며 주로 계곡이나 산기슭에 거주한다. 박닌 성, 박장 성에도 일부 인구가 있다.

## 개요
따이족은 주로 비옥한 평원을 일구며 살아가고 있고, 농업, 특히 벼농사를 하며, 옥수수나 고구마를 재배한다. 따이족의 마을은 보통 산악 내에 있으며, 종종 산의 이름을 따서 마을 이름을 부르기도 한다. 각 마을마다 15~20가구가 살아간다. 따이족은 눙족과 베트남에 접경한 중국의 좡족과 밀접한 관계가 있으며, 보다 멀리보면 태국의 타이족과 중국의 다이족과도 밀접한 관련이 있다. 따이족 여성들은 무릅까지 내려가는 치마나 사롱을 입으며, 오른쪽으로 다섯 개의 단추가 달린 좁은 긴소매의 상의를 입는다. 따이족의 르언(Lượn)을 비롯한 노래들은 연가나 시로서 듀엣으로 부르는 노래이다.

## 종교
대부분의 종교는 조상에 대해 제사를 지내는 것이며, 보통 제단은 집안의 중간에 위치시킨다. 제실은 성스러운 곳으로 여기며, 손님이나 아이를 낳은 여자는 제단 앞에 놓은 침대에 앉지 못하도록 한다.
명목상 애니미즘이 가장 널리 퍼진 종교이지만, 최근의 따이족은 중국과 베트남의 영향을 받아 도교의 영향이 남아 있는 대승 불교를 숭상한다.

## 언어
따이족은 태국어 방언인 따이어를 말하며, 자체 문자로 자신들의 언어를 표기하는 것은 5%에 미치지도 않는 상당히 낮은 수준에 있다. 이 방언에는 중앙 따이어와 동따이어, 남따이어, 북 따이어, 따이 쩡 칸, 투 라오, 따이 바오 락 등이 있다. 중국 좡족의 방언도 섞여 있다.

## 인물
- 농득마잉 2001년부터 2011년까지  베트남 공산당 중앙위원회 총비서 따이족 출신이다.

## 축제
- 롱통 축제 - 글자 그대로 하면, "벼를 벤다"이라는 뜻으로 음력 설 이후 수확을 기원하는 축제이다.
- 탐카우 마우 축제 - 글자 그대로 하면, "어린 쌀에게 고함을 치다"라는 축제로 쌀이 익기를 축원하는 축제이다.

## 같이 보기
- 베트남의 민족